# Ботфорти

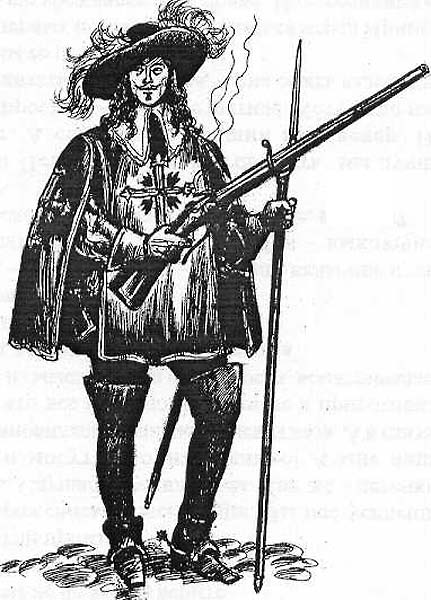
Мушкетер у ботфортах

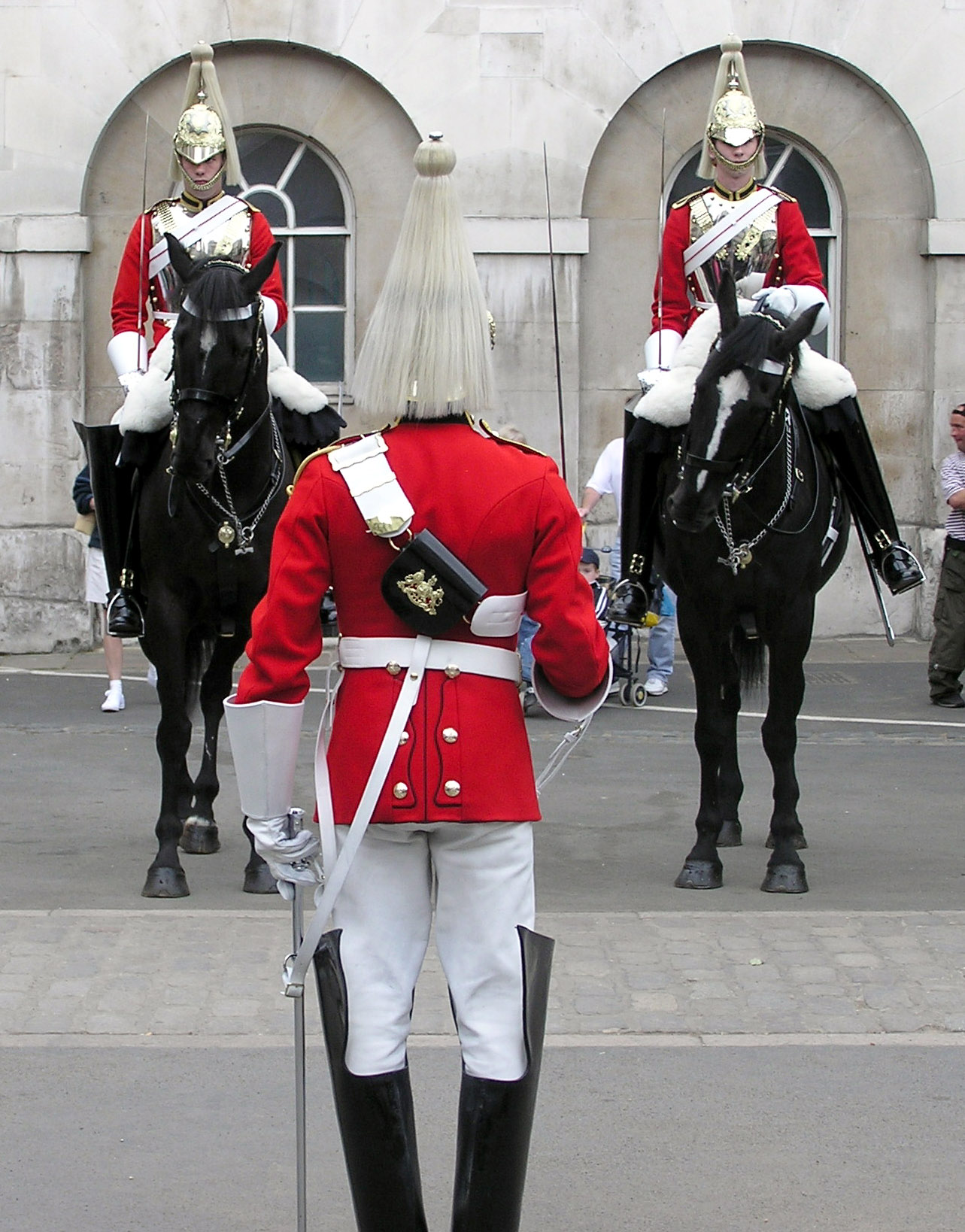
Зміна караулу ескадрону Life Guards, видно Пікельхаубе, панталери і ботфорти. Вайтхолл, Лондон.

Ботфо́рти (фр. bottes fortes — «сильні чоботи»; однина ботфорт) — кавалерійські чоботи з високими халявами, що мають нагорі пришивні клапани (розтруби), що закривають коліно.

## Історія
Спочатку їх винайшли як взуття вершника, яке допомагає йому тривалий час перебувати в сідлі: чоботи були жорсткими по халяві, практично не гнулися ні в колінах, ні в щиколотках.
Ботфорти були форменим військовим взуттям кавалеристів у країнах Європи в Середні століття, у московській (російській) армії використовували в XVII—XVIII століттях у форменому одязі кірасирів і драгунів, зрідка — піхотинців. Ботфорти також носилися представниками вищого стану, дворянства.